# Moringua hawaiiensis
Espèce
Moringua hawaiiensis est une espèce de poissons téléostéens serpentiformes.